# Parafia św. Jana Pawła II w Rzeszowie
Parafia św. Jana Pawła II w Rzeszowie – parafia znajdująca się w diecezji rzeszowskiej w dekanacie Rzeszów Wschód. Erygowana 11 lutego 2016 roku. Wydzielona z parafii św. Józefa Kalasancjusza w Rzeszowie oraz z parafii Wniebowzięcia Najświętszej Maryi Panny w Krasnem. Funkcję kościoła parafialnego pełni aktualnie kaplica tymczasowa.

## Proboszczowie parafii
| Lata         | Proboszcz              |
| ------------ | ---------------------- |
| 2016−2018    | ks. Mariusz Nowak      |
| 2018−2020    | ks. Rafał Przędzik     |
| 2020−obecnie | ks. Łukasz Chmielewski |